# Minyacris
Minyacris is een geslacht van rechtvleugeligen uit de familie veldsprinkhanen (Acrididae). De wetenschappelijke naam van dit geslacht is voor het eerst geldig gepubliceerd in 1992 door Key.

## Soorten
Het geslacht Minyacris omvat de volgende soorten:
- Minyacris nana Sjöstedt, 1921
- Minyacris occidentalis Key, 1992